# Roi du Burundi
Cet article présente la liste des rois du Burundi (mwamis) du XVIe siècle à la proclamation de la République le 28 novembre 1966.

## Liste des rois du Burundi
N.B. : Les noms de règne des souverains burundais suivent un cycle : Ntare (signifiant « lion »), Mwezi (signifiant « lune »), Mutaga (signifiant « jeune ») et Mwambutsa (signifiant « guide »),. Les dates antérieures au XXe siècle sont approximatives.
- Ntare Ier
- Mwezi Ier
- Mutaga Ier
- Mwambusta Ier
- Ntare II
- Mwezi II
- Mutaga II
- Mwambusta II
- Ntare III
- Mwezi III (en)
- Mutaga III (en)
- Mwambusta III (en)
- 1795 : unification du royaume
- Ntare IV Rugamba (1795-1852)
- Mwezi IV Gisabo (1852-1908)
- Mutaga IV (21 août 1908 - 30 novembre 1915)
- Mwambutsa IV (30 novembre 1915 - 8 juillet 1966)
- Ntare V (8 juillet 1966 - 28 novembre 1966)